# SOS (singel av Avicii)
"SOS" är en musiksingel som framförs av Avicii. Singeln är en del av musikalbumet Tim som släpptes den 6 juni 2019.

## Musikvideo
Samma dag som SOS släpptes även en musikvideo till den, som visar hyllningar till Avicii från hans hemsida.

## Listplaceringar
| Lista (2019) | Placering |
| ------------ | --------- |
| Sverige      | 1         |
| USA          | 68        |